# マツダ・ファミリアアスティナ
ファミリアアスティナ（FAMILIA ASTINA ）は、マツダがかつて生産・販売していた普通乗用車である。日本国外の車名はマツダ・323Fである。

## 概要
ファミリアハッチバック（5ドア）、エチュードの後継車にあたり、1989年から1994年まで販売された。
ファミリアシリーズの中でスペシャリティーカーの役割を担い、外観もスタイリッシュに振った派生車である。マツダは4ドアクーペと呼んでいた。このクラスでは珍しくリトラクタブル（開閉式）ヘッドランプを採用して大きな特徴となっている。ダッシュボードは専用設計である。
室内空間を犠牲にせず、大人4人とその荷物を収容できる実用性をも備えており、欧州、特にドイツでの評価は高かった。
1993年9月には後継モデルが発表され、日本国内での名称はランティスとなり、ユーノス100と共に1994年のファミリアセダンのモデルチェンジに伴い廃止された。なお、欧州ではランティス・クーペが2代目323Fとして販売された。

## 車名の由来
- 「ファミリア」はスペイン語で「家族」のこと。
- 「アスティナ」はフランス語で「磨きをかける」という意味。新鮮で個性的なデザイン、スポーティで精悍な感覚を表現するよう命名。